# Panicum luridum
Panicum luridum là một loài thực vật có hoa trong họ Hòa thảo. Loài này được Hack. ex Scott-Elliot mô tả khoa học đầu tiên năm 1891.